# João Gonçalves Zarco

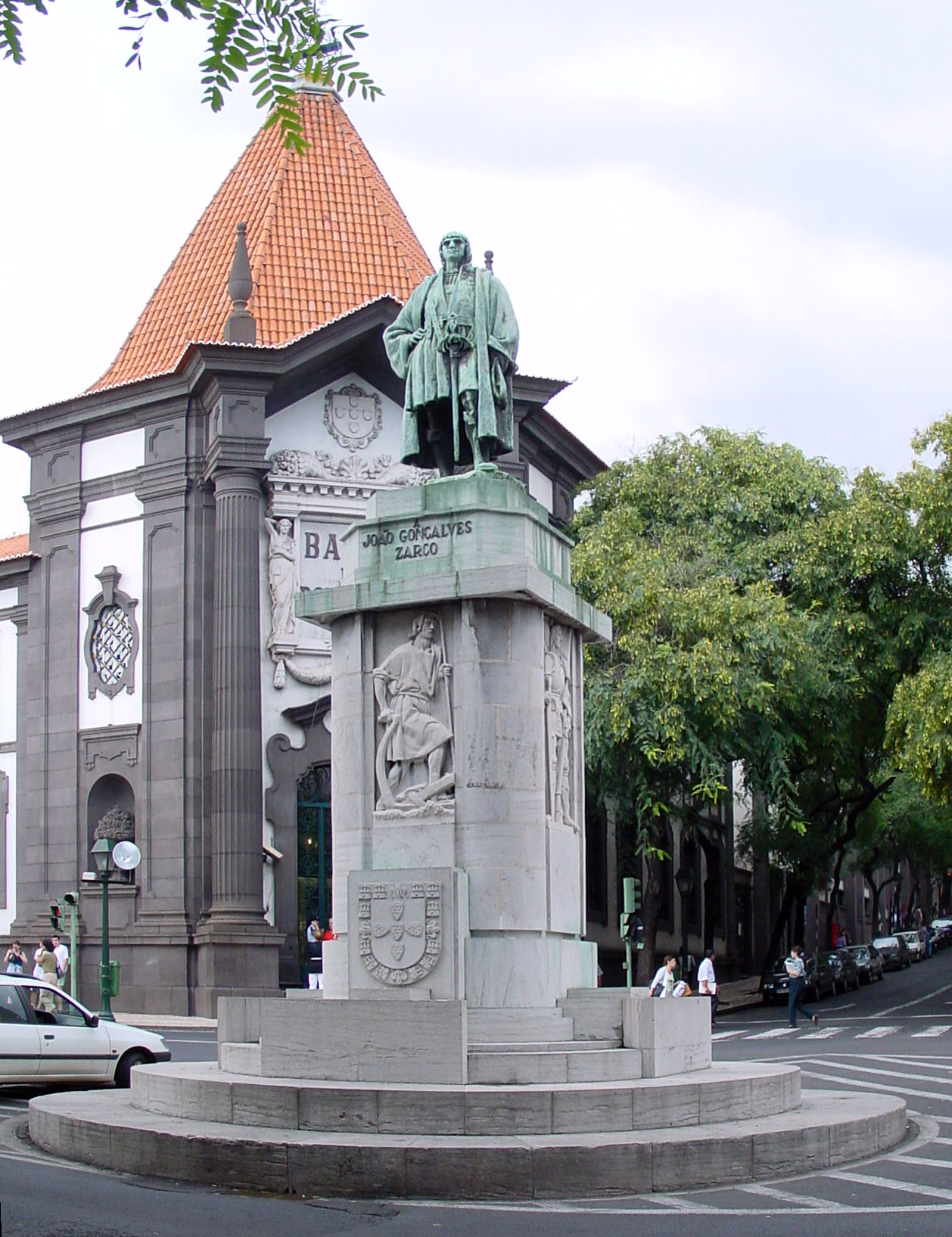
Monumento y estatua de João Gonçalves Zarco en el centro de Funchal

João Gonçalves da Câmara Zarco o Zargo da Câmara de Lobos (Portugal Continental, ca. 1394-Funchal, 21 de noviembre de 1471) fue un navegante, explorador y caballero portugués de la Casa del Infante D. Henrique. Comandante de carabelas, exploró la isla de Porto Santo en 1418 y después la isla de Madeira en 1419. Fue elegido por el Infante para organizar y administrar el asentamiento de la isla de Madeira, en la parte de Funchal, alrededor de 1425, siendo el primer gobernador hereditario (Capitães dos Donatários) de Funchal hasta su muerte. En 1437 participó en el fallido intento de conquistar Tánger. Fue fundador de la rama portuguesa de la Casa da Câmara, un importante linaje nobiliario ibérico que gobernaría sobre Funchal (Madeira) y sobre la isla de São Miguel (las Azores) hasta 1766.

## Antecedentes y origen del nombre
Poco o nada se sabe en concreto sobre los antecedentes de Gonçalves da Câmara, siendo probable que haya estado en la conquista de Ceuta en 1415, y que los buenos servicios prestados hayan sido decisivos en su elección por el Infante D. Henrique para liderar su proyecto de colonización del archipiélago de Madeira, ya conocido desde mediados del siglo XIV, pero hasta entonces deshabitado, y apenas utilizado de manera esporádica para la aguada y descanso de las tripulaciones de los barcos que llegaban allí eventualmente. 
Valdés Acosta afirma que el explorador lusitano fue el fundador del linaje da Câmara o Gonçalves da Câmara, y que estos a su vez eran una rama cadete de la familia de la Cámara, originaria del Reino de Castilla que, durante el medievo, se asentaron en Galicia y Portugal:

En 1227, o sea ciento noventa y tres años antes del descubrimiento de la Isla Madera (1420) ya existía el apellido Cámara con las armas idénticas a las de aquel descubridor; armas que posteriormente – en 1505 – fueron confirmadas por la Reina doña Juana, junto con un testimonio de la Caballería de Espuelas doradas a Alfonso Ruiz de la Cámara, como “armas suyas conocidas”. Creemos, como queda dicho, que el referido descubridor pertenecía a la familia Cámara de origen remoto en Portugal; que su segundo apellido es mote o apodo, según lo menciona Argote, corroborándolo años después Moreri, cuando dice que se le impuso el nombre de Zarco que en portugués significa tuerto, ya porque lo hubiese sido o por haber matado a un valiente moro llamado “Zarco,” a lo cual añadimos que sin duda quiso conservar el antiguo apellido de su familia (pues no dudamos que éste hubiese sido primeramente González de la Cámara) al mismo tiempo que perpetuar el recuerdo de su memorable hecho, adoptando para sus descendientes el apellido de Cámara de Lobos […] En esta casa que dio origen a muchas ramas del apellido de Cámara y de la Cámara, enlazadas con las de otras casas ilustres y antiguas de España, hallamos los títulos de Condes de Vila Nova, de Calheta, de Atouguía, de Peniche, de Villa Franca y de Ribeira Grande. Además, el señorío de la Isla Desierta y otros títulos que adquirieron en virtud de los enlaces. Desempeñaron los de esta Casa cargos honoríficos en la Corte y fueron también Gobernadores hereditarios de la isla de San Miguel (una de las Azores).
Valdés Acosta

Hay teorías que sostienen que el explorador también pudo haber sido de origen judío converso. En tal caso Zarco sería uno de los apellidos del explorador y no un apodo como asegura Valdés Acosta. Zarco era una destacada familia judía de Santarém y Lisboa. Mosse Zarco fue sastre del rey João II. También hubo un médico portugués llamado Joseph Zarco, que algunos autores afirman que es Joseph Ibn Sharga, el gran cabalista, y un poeta del siglo XVI llamado Yehuda Zarco.
El 4 de julio de 1460, el rey Alfonso V de Portugal concedió a Gonçalves Zarco, descubridor de la isla de Madeira y el primer gobernador de las islas, el título de caballero de la Casa Real, con escudo de armas en reconocimiento por su hazaña.

## Biografía

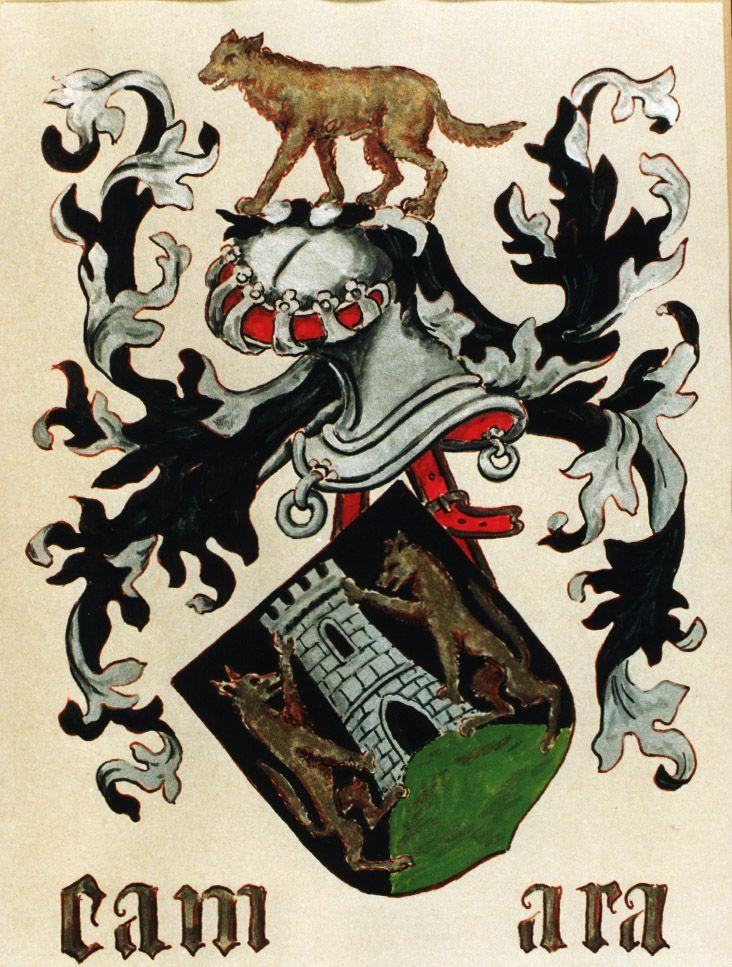
Armas de la familia da Câmara

Participó en la conquista de Ceuta en 1415, ya al servicio del Infante D. Henrique, tras lo cual sería nombrado comandante de una embarcación cuya misión era patrullar la costa sur de Portugal, ya que eran frecuentes en aquella costa las razzias de los piratas de Berbería. Así, se convirtió pronto en maestro en el arte de la navegación, reconociendo, en 1418, la isla de Porto Santo y al año siguiente (1419), la isla principal del archipiélago, Madeira, que ahora da nombre a todo el archipiélago.
João Gonçalves da Câmara e Tristão Vaz Teixeira reconocieron el archipiélago de Madeira en 1418, suponiendo que habían sido arrastrados a la isla de Porto Santo, cuando se preparaban para explorar la costa de África y alcanzar Guinea, en un viaje a instancias del Infante. De regreso a Portugal, los navegantes convencieron a D. Henrique de las ventajas de establecer en la isla recién descubierta una colonia permanente, y regresaron a ella, esta vez acompañados por Bartolomeu Perestrelo, llevando cereales y conejos. Estos últimos proliferaron hasta el punto de convertirse en una plaga.
De Porto Santo, el navegante paso a la isla de Madeira, a cuya colonización el Infante D. Henrique dio inicio en 1425. Confirmando una situación de hecho, el Infante le concedió a João Gonçalves da Câmara, en 1450, la capitanía de Funchal. En calidad de hombre de la casa del Infante, Gonçalves da Câmara participó en el asedio de Tánger, donde fue nombrado caballero en 1437.
Se casó con Constança Rodrigues, con quien tuvo siete hijos (tres hombres y cuatro mujeres).  Por quinientos años, entre el siglo XV y la disolución de la monarquía portuguesa en 1910, sus descendientes ostentaron no menos de 2 marquesados, 5 condados y un señorío, convirtiéndose en una de las familias nobiliarias más importantes del Reino de Portugal.  
Murió a edad avanzada y fue enterrado en Funchal, en la Capilla de Nossa Senhora da Conceicao, que él mismo mandó construir en 1430, aunque el mausoleo fue demolido por razones de espacio, en 1768, a petición de la abadesa del Convento de Santa Clara, en el que fuera, entretanto, integrada una pequeña capilla cuatrocentista.

## Novela
La vida de Gonçalves Zarco fue relatada en la novela de Arkan Simaan, L’Écuyer d’Henri le Navigateur (editada por Harmattan, Paris, 2007).